# Franz Binder (Politiker, 1881)
Franz Binder (* 6. September 1881 in Rechnitz; † 19. April 1944 in Wien) war ein österreichischer Polizeibeamter und Politiker (CS). Franz Binder war Abgeordneter zum Burgenländischen Landtag und Mitglied des Bundesrates.

## Leben
Binder wurde als Sohn des Landwirtes Franz Binder aus Rechnitz geboren. Er besuchte die Volksschule, war danach als Maurer beschäftigt und absolvierte seinen Militärdienst in Ödenburg in der Artillerie, wo er es bis zum Feldwebel brachte. Danach trat Binder in den Dienst der Burggendarmerie in Wien und war in der Folge Polizeibeamter in der Staatspolizei. Binder diente bis zum 30. April 1937 in der Staatspolizei und wurde danach pensioniert. Binder hatte den Amtstitel „Wirklicher Amtsrat“ inne.
Nach dem Jahre 1935 wurde Binder im Burgenland Stellvertreter des Landesfeuerwehrkommandanten und als solcher für die Ausbildung der burgenländischen Feuerwehren zuständig.
Binder war verheiratet.

## Politik
Er war zwischen 1921 und 1922 Mitglied der Verwaltungsstelle für das Burgenland zum Zwecke der Landnahme des Burgenlandes und von 1921 bis 1934 Mitglied der Landesparteileitung der Christlichsozialen Partei im Burgenland. Zwischen 1927 und 1930 war Binder zudem Landesführer der Heimwehr. Er gehörte zwischen dem 17. Juli 1922 und dem 1. Oktober 1930 dem Burgenländischen Landtag an und rückte am 20. Mai 1931 erneut für Johann Wagner in den Landtag nach, dem er bis zum 2. Mai 1934 angehörte. Zudem war Binder vom 10. Dezember 1930 bis zum 20. Mai 1931 Mitglied des Bundesrats (IV. Gesetzgebungsperiode).
Von 13. Juli 1922 bis 1. Oktober 1930 und von 20. Mai 1931 bis 2. Mai 1934 war er Abgeordneter des Nationalrats (I., II., III. und IV. Gesetzgebungsperiode).